# Alocasia acuminata
Alocasia acuminata — многолетнее вечнозелёное травянистое растение, вид рода Алоказия (Alocasia) семейства Ароидные (Araceae).

## Ботаническое описание
От маленьких до среднего размера, немного крепкие, вечнозелёные травы до 75 см высотой.
Стебель удлинённый, прямой, позже полегающий, 8—75 см высотой, 2—6 см в диаметре, столонообразующий, у взрослых растений с остатками старых листьев и катафиллов.

### Листья
Листья собраны в пучки до пяти листьев, снабжены ланцетовидными тонкими катафиллами. Черешки ярко-зелёные, гладкие, 15—80 см длиной, вложенные примерно на ¼ длины во влагалища. Листовые пластинки раскидистые, ярко-зелёные, от узко-копьевидно-стреловидных до овально-копьевидных, 15—60 см длиной, 8—20 см шириной, задние доли составляют ¼—1⁄3 от передней доли, округлые до 25—30% их длины, острые; передняя доля с 3—6 первичными боковыми Жилками с каждой стороны, отколнённые примерно на 60—100° относительно центральной жилки, этот угол уменьшается у жилок, расположенных ближе к вершине и становится более-менее прямым у края, осевые желёзки едва заметные; вторичные жилки идут вначале под широким углом и изгибаются рано или поздно к краю; межпервичные жилки слабо заметны.

### Соцветия и цветки
Соцветия обычно единичные. Цветоножка зелёная, 9—20 см длиной, вначале вертикальная, затем согнутая, удлинённая и при созревании плодов прямая, снабжена большими катафиллами. Покрывало 7—10 см длиной, с умеренной перетяжкой в 1,5—2,5 см от основания. Трубка покрывала зелёная, яйцевидная. Пластинка покрывала, ланцетовидная, формы каноэ, 5,5—7,5 см длиной, продольно закрытое, чешуйчатое, очень бледно-зелёного цвета.
Початок почти равен покрывалу, 6—9,5 см длиной, сидячий. Женская цветочная зона 1—1,5 см длиной; пестик зелёный, полушаровидный, 1,5—2 мм в диаметре; рыльце белое, полусидячее, нелопастное или очень немного лопастное. Стерильная зона 7—10 мм длиной, более узкая, чем репродуктивные зоны, соответствует перетяжке покрывала; синандродии узко-ромбически-шестиугольные, плоскоусечённые, нижние не полностью сросшиеся с синандриями. Мужская цветочная зона цвета слоновой кости, полуцилиндрическая, 1,2—2,5 см длиной, 4,5—8 мм в диаметре; синандрии из 4—6 тычинок, более-менее шестиугольные, около 2 мм в диаметре. Придаток 2,5—3,5 см длиной, примерно той же толщины, что и мужская зона, отграниченный от неё сильным сжатием, узкоконический, белый.

### Плоды
Плодоносящая зона початка зелёная, яйцевидная, 3—4 см длиной. Плоды — оранжево-красные, шаровидно-эллипсоидные ягоды, около 0,75 см в диаметре.
Этот вид похож на алоказию длиннолопастную (Alocasia longiloba), но легко отличается от неё нелопастными или слегка лопастными рыльцами, ярко-зелёными листовыми пластинками, плоскими зелёными черешками и катафиллами и собранными в пучки листьями.

## Распространение
Встречается в Азии (Китай, Индия, Бангладеш, Лаос, Мьянма, Таиланд).
Растёт во влажных местах сухих вечнозелёных лесов, обычно в большой тени, менее часто - вдоль лесных тропинок; иногда - на известняковых и гранитных скалах; на высоте 650—1175 м над уровнем моря.